# Acacia atrox
Acacia atrox é uma espécie de leguminosa do gênero Acacia, pertencente à família Fabaceae.